# La Vergne (Charente-Maritime)
La Vergne ist eine französische Gemeinde mit 610 Einwohnern (Stand: 1. Januar 2022) im Département Charente-Maritime in der Region Nouvelle-Aquitaine (vor 2016: Poitou-Charentes); sie gehört zum Arrondissement Saint-Jean-d’Angély und zum Kanton Saint-Jean-d’Angély. Die Einwohner werden Vergnauds und Vergnaudes genannt.

## Geographie
La Vergne liegt etwa 55 Kilometer ostsüdöstlich von La Rochelle in der Saintonge am Fluss Boutonne. Umgeben wird La Vergne von den Nachbargemeinden Essouvert im Norden und Osten, Saint-Jean-d’Angély im Osten und Südosten, Ternant im Süden, Voissay im Südwesten, Torxé im Westen sowie Landes im Nordwesten.
Durch die Gemeinde führt die Autoroute A10.

## Bevölkerungsentwicklung
| Jahr                       | 1962 | 1968 | 1975 | 1982 | 1990 | 1999 | 2006 | 2017 |
| Einwohner                  | 534  | 548  | 526  | 479  | 591  | 569  | 606  | 585  |
| Quellen: Cassini und INSEE |      |      |      |      |      |      |      |      |

## Sehenswürdigkeiten
- Kirche St-Martin

Siehe auch: Liste der Monuments historiques in La Vergne (Charente-Maritime)

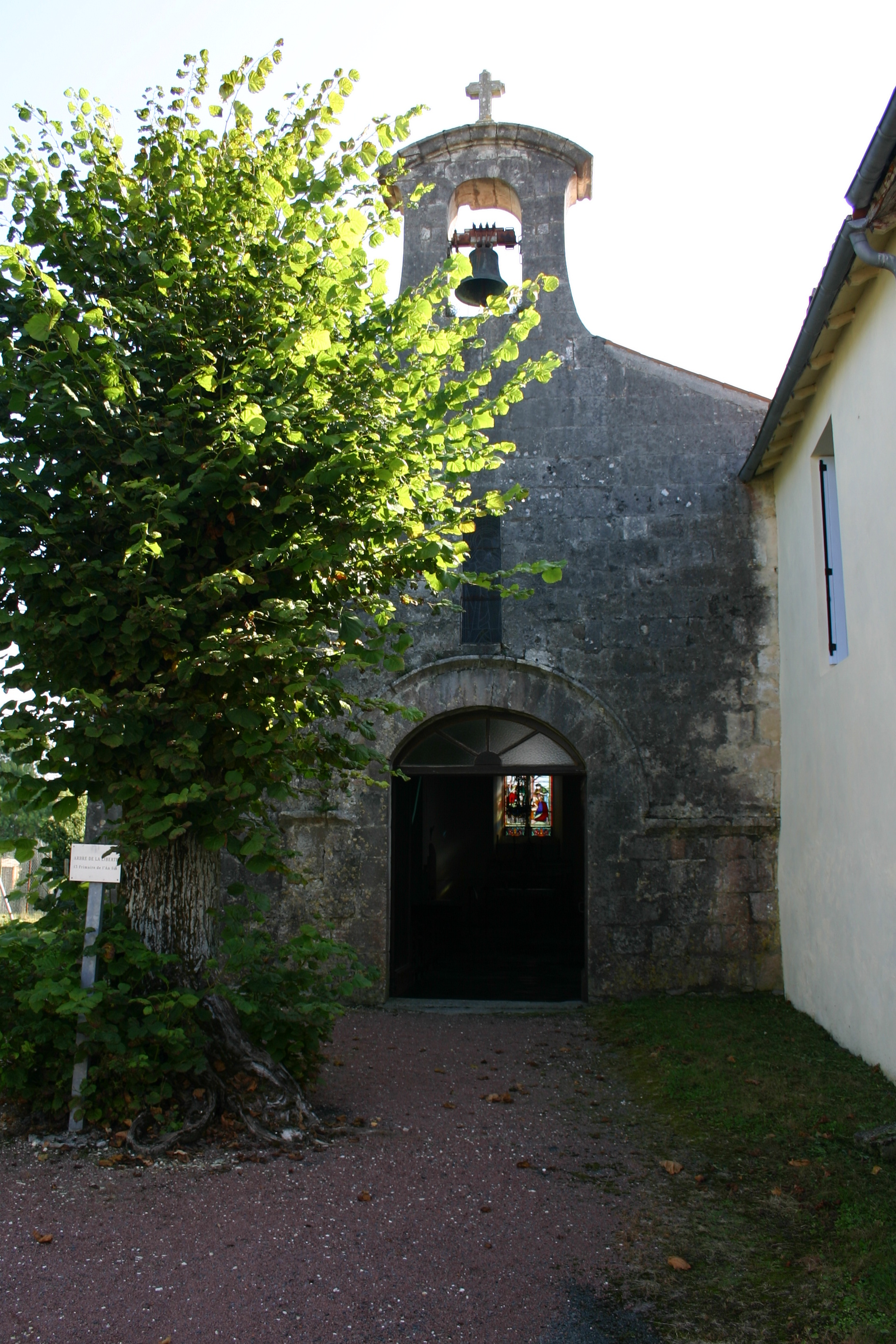
Kirche Saint-Martin